# Paul Long
Paul Richard Long (Louisville, 8 febbraio 1944) è un ex cestista statunitense, professionista nella NBA e nella ABA.

## Carriera
Venne selezionato dai St. Louis Hawks al quindicesimo giro del Draft NBA 1966 (106ª scelta assoluta) e dai Detroit Pistons al quinto giro del Draft NBA 1967 (45ª scelta assoluta).